# Amandus Petrussen
Josias Kornelius Amandus Sem Petrussen (* 29. Juli 1927 in Narsarmijit; † 19. August 1993) war ein grönländischer Politiker (Atassut), Katechet, Pastor, Richter, Schriftsteller und Dichter.

## Leben
Amandus Petrussen war der Sohn des Jägers Boas Petrussen (1896–1963) und seiner Frau Gertraut Pauline Mathæussen (1899–1971). Beide seine Eltern stammten aus der Herrnhuter Brüdergemeine und die Mutter seines Vaters war 1888 Teil der Einwanderergruppe der Tunumiit. Er heiratete am 14. Juli 1953 die Krankenschwester Frederikke Naemi Florendine Davidsen (1931–?), Tochter des Jägers Immanuel Johannes Davidsen (1891–?) und seiner Frau Marie Susanne Filipine Joelsen (1905–?).
Er besuchte anfangs die Schule in Narsarmijit. Von 1941 bis 1942 besuchte er die Schule in Nanortalik und ging danach auf die Efterskole in Qaqortoq. Von 1946 bis 1948 lernte er in Nuuk, wo er dann 1950 das Studium an Grønlands Seminarium abschloss.
Im selben Jahr wurde er als Katechet in Narsaq angestellt. Von 1951 bis 1953 war er in Qaqortoq tätig. Dann zog er nach Ostgrönland, wo er bis 1955 Katechet in Itterajivit und dann ein Jahr in Ittoqqortoormiit war. Von 1956 bis 1957 war er am Sanatorium in Skørping und kehrte dann nach Grönland zurück, wo er bis 1959 in Alluitsoq tätig war und dann für je ein Jahr in Qeqertarsuatsiaat und Aappilattoq wirkte. Danach war er wieder ein Jahr in Dänemark und dann von 1962 bis 1963 wieder in Narsaq. Von 1963 bis 1966 arbeitete er in seinem Heimatort Narsarmijit und dann erneut in Narsaq. 1971 wurde er ordiniert und anschließend zum Pastor von Alluitsup Paa ernannt. 1972 wechselte er nach Qaanaaq und 1973 nach Qaqortoq. 1975 kehrte er nach Qaanaaq zurück. 1979 wurde er Pastor von Nanortalik, bevor er von 1984 bis 1992 noch einmal Pastor in Qaqortoq war.
Von 1955 bis 1956 gehörte er dem Jägerrat in Ittoqqortoormi„“it an. Von 1967 bis 1971 saß er im Rat der Gemeinde Narsaq. 1970 wurde er zum Kreisrichter von Narsaq ernannt. Bei der Landesratswahl 1971 war er Erster Stellvertreter von Niels Holm. Er kandidierte bei der Parlamentswahl 1983 für die Atassut und wurde für eine Legislaturperiode Mitglied im Inatsisartut. Bereits nach einem Jahr kam es zu Neuwahlen und Amandus Petrussen trat wieder an, wurde aber nicht mehr gewählt. Bei der Parlamentswahl 1987 kandidierte er nur noch als Stellvertreter.
1951 war er Mitgründer des Weißen Kreuzes in Grönland. 1986 gründete er in Qaqortoq einen Gesangsverein. In den 1980er Jahren gehörte er verschiedenen kirchlichen Ausschüssen an. Amandus Petrussen war auch als Schriftsteller und Dichter tätig. Er gewann 1959, 1977 und 1979 Gedichtswettbewerbe. Er starb 1993 kurz vor seinem 66. Geburtstag.

## Werke
- 1969: Puilassoĸ pikialârtoĸ („Aufsteigende Quelle“) (Gedichtsammlung, Mitherausgeber)
- 1976: K'itdlarssuákúnik oĸalualâĸ („Die Geschichte von Qillarsuaq und seinen Leuten“) (Bearbeitung von Inuutersuaq Ulloriaqs Buch)
- 1979: K'agfakâtitat („Die man in großen Mengen aufsteigen lässt“) (Gedichtsammlung)
- 1980: Thulemît Scoresbysundimut („Von Thule nach Scoresbysund“)
- 1982: Inugssuit ingmerutait („Die Gesänge der Inughuit“)
- 1984: K'avagpiait ajoĸiunerat Josva Kleist („Der Oberkatechet der echten Südgrönländer, Josva Kleist“) (Biografie)
- 1987: Assuutit („Festkleidung“)
- 1990: Sallutoorsuup toqutaanera („Die Ermordung des großen Lügners“)